# Lagune von Jaffna

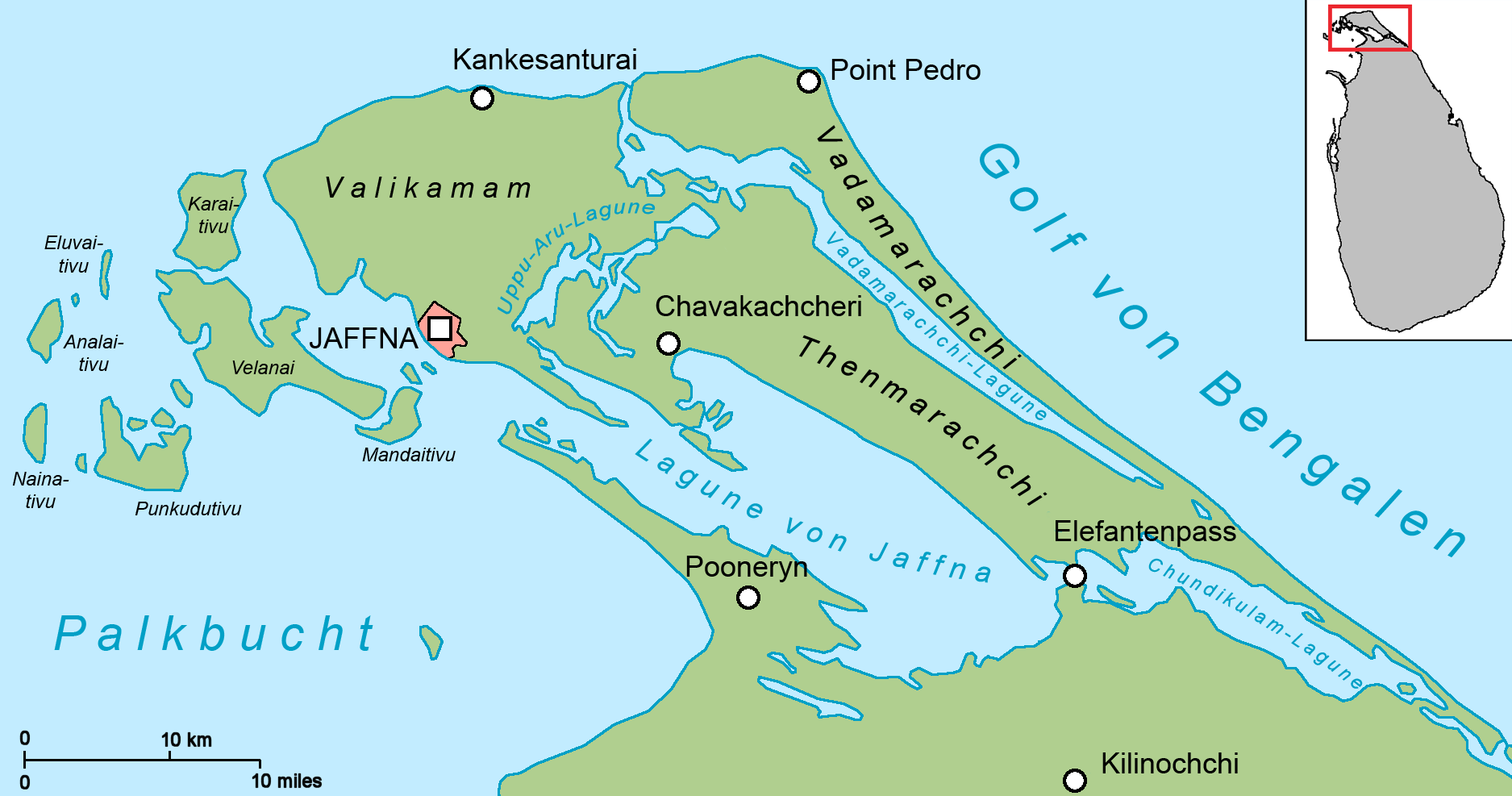
Karte der Jaffna-Halbinsel mit der Lagune von Jaffna

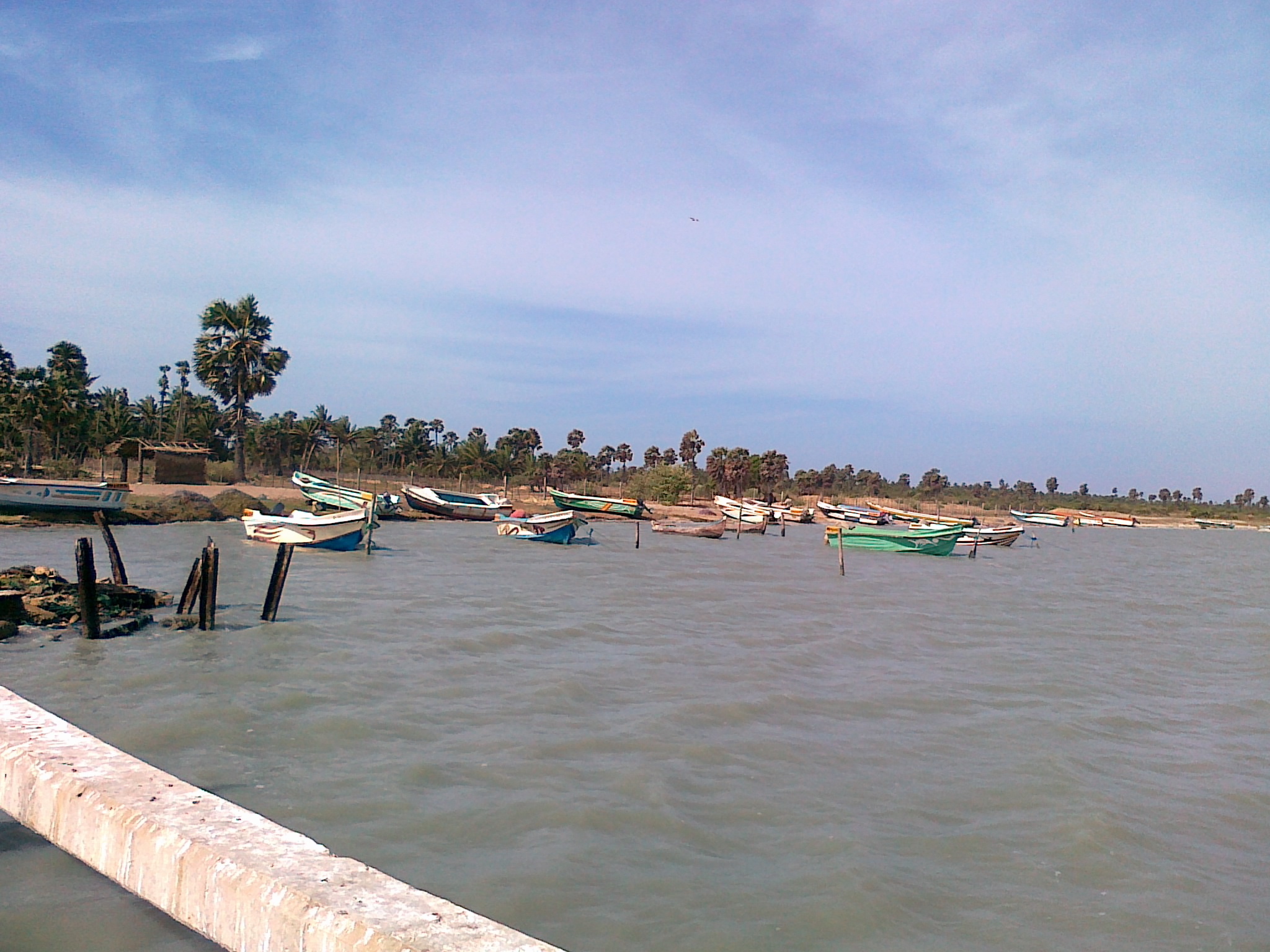
Ufer der Lagune von Jaffna

Die Lagune von Jaffna (Tamil: யாழ்ப்பாணக் கடல் நீரேரி Yāḻppāṇak kaṭal nīrēri, Englisch: Jaffna Lagoon; auch: Kilali-Lagune) ist eine Lagune in der Nordprovinz Sri Lankas.
Die Lagune von Jaffna liegt zwischen der Hauptinsel und der Jaffna-Halbinsel südöstlich der Stadt Jaffna und hat eine Fläche von etwa 400 Quadratkilometern. Im Westen besteht eine Verbindung zur Palkbucht. Im Osten trennt ein künstlich aufgeschütteter Damm am Elefantenpass die Lagune von Jaffna von der Chundikkulam-Lagune. Die Lagune von Jaffna unterliegt dem Tidenhub, die Salinität ist hoch. Im Westen finden sich ausgedehnte Wattgebiete. Die Lagune ist mit Seegras bewachsen, vor allem im Südosten wird sie von Mangroven gesäumt.
An der Lagune von Jaffna lebt die srilankaweit größte Population des Rosaflamingos (ca. 5000 Exemplare). Zu den Zugvögelarten, die im Winter gesichtet wurden, gehören der Sichelstrandläufer, der Zwergstrandläufer, die Uferschnepfe, die Spießente, die Pfeifente und die Knäkente.
Die Lagune von Jaffna wird zur Salzgewinnung und Fischerei genutzt. Während des Bürgerkriegs in Sri Lanka (1983–2009) war der Zugang zur Lagune für die Fischer aber massiv eingeschränkt.